# 老圈沟乡
老圈沟乡是中华人民共和国内蒙古自治区乌兰察布市察哈尔右翼前旗下辖的一个乡。
2012年1月20日，内蒙古自治区人民政府批复同意分别从土贵乌拉镇和平地泉镇划出部分区域，设置老圈沟乡，辖沙渠、吉丰、富河、三股泉、民生、庙沟、毛虎沟、察汉贲贲、乌尔图、大卜子、乌兰忽洞11个村，乡人民政府驻老圈沟。

## 行政区划
老圈沟乡下辖以下村级行政区划单位：
庙沟村、毛虎沟村、乌尔图村、大卜子村、察汗贲贲村、乌兰忽洞村、吉丰村、民生村、三股泉村、富河村和沙渠村。